# Non omnis moriar

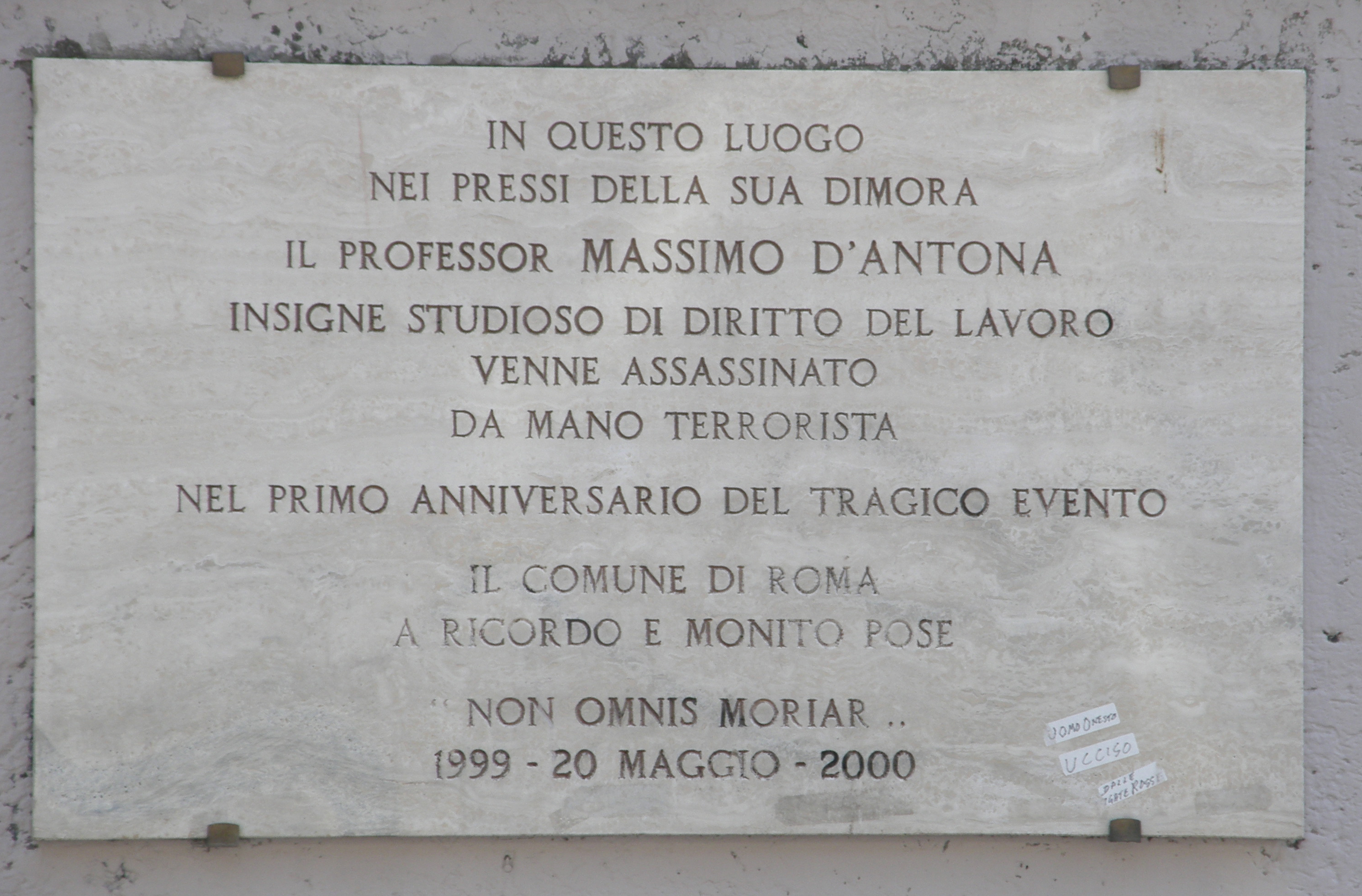
Plakkaat ter nagedachtenis van Massimo D'Antona, in Via Salaria, aan de muur van Villa Albani

De Latijnse uitdrukking Non omnis moriar (Horatius, Oden, III, 30, 6) betekent letterlijk vertaald Ik zal niet volledig sterven. 
Horatius verwees waarschijnlijk naar zijn poëtisch werk, dat zijn dood zou hebben overleefd, naar analogie met een andere, beroemde vers van hem: Exegi monumentum aere perennius (ik heb een monument gecreëerd dat duurzamer is dan brons, Oden, III, 30, 1), waarin de dichter de overtuiging uitdrukt dat hij met zijn gedichten een eeuwigdurend werk heeft gemaakt dat hem (in overdrachtelijke zin) onsterfelijk zal maken. Vergelijk het Nederlands spreekwoord Wie schrijft, die blijft: ook na diens overlijden kan het werk van een schrijver nog gelezen worden.
In de middeleeuwen werd dit vers van Horatius, net als andere heidense werken, gelezen als een getuigenis van de waarheid van het geloof in het voorchristelijk tijdperk: in dit geval de erkenning van de onsterfelijkheid van de ziel. 
Door haar betekenis gebruikt de infanterie van het Italiaans leger deze uitdrukking als haar motto. 

## Gerelateerde items
- Lijst van Latijnse spreekwoorden en uitdrukkingen

## Bron
- Dit artikel of een eerdere versie ervan is een (gedeeltelijke) vertaling van het artikel Non omnis moriar op de Italiaanstalige Wikipedia, dat onder de licentie Creative Commons Naamsvermelding/Gelijk delen valt. Zie de bewerkingsgeschiedenis aldaar.